# Oxytropis triflora
Oxytropis triflora är en ärtväxtart som beskrevs av David Heinrich Hoppe. Oxytropis triflora ingår i släktet klovedlar, och familjen ärtväxter. Inga underarter finns listade i Catalogue of Life.